# Camberley
Camberley est une ville anglaise du Surrey, au Royaume-Uni, située environ 20 kilometres ouest-sud-ouest de Londres, elle touche à Hampshire et le Berkshire (comtés).
Elle a plusieurs logements privés d'officiers retraités et formateurs de l'armée britannique, également au village éponyme au collège, Sandhurst, à sa frontière norde.
Les aires de loisirs sont les bars, les terrains de golf, un arboretum, le cinéma, le théâtre, la place commerçante, les pubs divers, et des petits sections de rues commerciales avec ses petits commerces, ses cafés et ses restaurants, les clubs de football, de rugby, et de cricket.
De nombreux immeubles de bureaux profitent des liaisons rapides vers l'aéroport de Londres Heathrow, vers Reading et l'autoroute M4 en général. Un service de ligne de train rapide est associé à la ville voisine de Farnborough aussi que des trains semi-rapides à destination de Londres desservent la gare principale très centrale de Camberley.
La ville est un mélange de pavillonnaire et d'urbaine car il y a des immeubles, des boulevards, des logements sociaux.  Il y a aussi quelques grandes maisons et hôtels très attrayants en raison de l'histoire et de la proximité de Windsor et de son grand village forestière associée, Ascot.
Le 29 mars 1924 s'est tenu The Southern Scott Scramble qui est considéré aujourd'hui comme l'événement sportif ayant marqué les débuts de la compétition motocross. Les termes « scrambler » et « scrambling » ont d'abord été utilisés avant de devenir la compétition « motocross » rendue populaire plus tardivement en France, après la seconde guerre mondiale.
La ville a accueilli le bataillon de chasseurs de Camberley, unité des Forces françaises libres, en 1940-1941.